# Маккаби Амос Лод
«Маккаби Амос Лод» — бывший хоккейный клуб из города Лод. Основан в 1997 году и играл в первенстве ИзХЛ до своего расформирования в 2006 году.

## История
В 1997 году была создана хоккейная команда «Маккаби Амос Лод», которая просуществовала до 2006 года, став наиболее титулованным клубом Израиля. В первом же сезоне команда выиграла золотые медали, победив в финале «ХК Метула» (7:6, 8:4) . На следующий год команда, усиленная игроками расформированного клуба Лайонс Джерузалем, заняла первое место в турнире, но в финале проиграла команде «ХК Метула» (3:4, 5:6). В сезоне 1999/2000 Маккаби вновь выиграл регулярный чемпионат, но в матче за первое место проиграл тоже сильному клубу «Монфорт» из Маалот (4:6). С 2001 по 2005 год команда 3 раза становилась чемпионом и 2 раза серебряным призёром ИзХЛ.
- Сезон 2005/2006. В континентальном кубке 2005/2006 команда выступала под названием Хапоэль Амос Лод[9], а перед началом чемпионата Израиля «Маккаби Амос Лод», команда была переименована в «Бат-Ям II». В третьем туре чемпионата умер её играющий тренер Александр Голубович[10].

Команда заняла второе место, проиграв в финале клубу «Хоукс» из Хайфы (0:5)..

## Состав команды
Александр Логинов, Авишай Геллер, Марек Лебедев, Александр Голубович, Эдуард Токер, Евгений Маргулис, Радек Иссакаев, Виталий Панин, Сергей Ищенко, Виталий Шварцман

## Статистика выступлений в Чемпионате Израиля
| Сезон | Место в турнире | Место в Плей-Офф | Название команды |
| ----- | --------------- | ---------------- | ---------------- |
| 1998  | 1               |                  | Маккаби Амос Лод |
| 1999  | 1               |                  |                  |
| 2000  | 1               |                  |                  |
| 2001  | 2               |                  |                  |
| 2002  |                 |                  |                  |
| 2003  |                 |                  |                  |
| 2004  |                 |                  |                  |
| 2005  |                 |                  |                  |
| 2006  |                 |                  | ХК Бат-Ям II     |

## Международные соревнования
В сезонах 1998/1999, 2001/2002, 2005/2006 команда приняла участие в Континентальном кубке
- В сезоне 2004/2005 клуб не смог принять участие в турнире.
- В Континентальном кубке 2005/2006 клуб выступал под названием Хапоэль Амос Лод[13]